# Stock Horse australien
Le Stock Horse australien (anglais : Australian Stock Horse) est une race de chevaux de travail originaire d'Australie, issue du Waler. C'est un cheval docile et courageux, qui a vu le jour dans les Nouvelle-Galles du Sud. Il est issu du croisement entre des étalons Pur-sang et Quarter Horse, et des juments australiennes d'origines diverses.

## Histoire
L'origine du Stock Horse australien est intimement liée à celle du Waler. Il a été influencé par le Pur-sang, notamment l'étalon Hyperion. À partir des années 1950, il reçoit l'influence du Quarter Horse américain. Dans les années 1950 et 1960, les chevaux déclinent fortement avec la motorisation des activités agricoles, mais il faut attendre les années 1960 pour que leur préservation devienne un sujet d'intérêt en Australie, parallèlement à l'augmentation des pratiques d'équitation de loisir. En 1971, l'idée de la création de l'Australian Stock Horse Society, visant à préserver les lignées de chevaux de travail d'Australie, est lancée par Alex Braid et Bert Griffith, à Sydney. Avec une centaine de sympathisants, ils créent cette association en juin de la même année, à Tamworth.

## Description
L'Australian stock horse mesure entre 1,47 m et 1,62 m d'après CAB International (2016), et 1,45 m à 1,65 m d'après le guide Delachaux (2014).
Il possède une tête au front large et aux naseaux ouverts, de profil rectiligne. Son encolure est plutôt longue, attachée à des épaules inclinées. Son garrot est saillant, et son poitrail profond. Il également doté d'un long dos puissant et d'une arrière-main puissante. Ses membres sont solides et ses canons sont courts.
D'après CAB International, seules les robes unies sont autorisées par le standard de la race, mais d'après Hendricks (2007), toutes sont acceptées.
Il est endurant et robuste.

## Utilisations
Le Stock Horse australien reste utilisé comme cheval de travail avec le bétail, tout particulièrement dans les bovins des grandes exploitations australiennes. Il est également apprécié comme cheval de loisir et pour les sports équestres. Il est notamment employé dans un sport équestre typiquement australien, le campdrafting.
Il possède de belles allures en dressage. En saut d'obstacles, les champions australiens sont membres de cette race ; il est doté d'une très grande agilité et de courage.
Il est également employé pour le polo.

## Diffusion de l'élevage
Le Stock Horse australien est considéré par l'étude de l'université d'Uppsala menée pour la FAO (2010) comme une race locale d'Océanie dont le niveau de menace est inconnu.